# Борлибулак
Борлибула́к (каз. Борлыбұлақ) — село у складі Каркаралінського району Карагандинської області Казахстану. Входить до складу Киргизького сільського округу.
Населення — 82 особи (2021; 244 у 2009, 229 у 1999, 304 у 1989).
Національний склад станом на 1989 рік:
- казахи — 100 %.